# Friedrich Theiler
Friedrich Theiler (* 29. Dezember 1748 in Ebermannstadt; † 1826 ebenda) war ein deutscher Bildhauer.

## Leben
Friedrich Theilers Vater war Seiler. Er erhielt eine Bildhauerausbildung in der damals bedeutenden Werkstatt von Franz Martin Mutschele in Bamberg. Danach schlug er mehrere lukrative Angebote aus und zog es vor, 1781 wieder nach Ebermannstadt zu gehen.
Mit seinen Arbeiten ist er in der ganzen Fränkischen Schweiz vertreten. Sein bedeutendstes Werk ist die Strahlenmadonna in der Ebermannstädter Marienkapelle.

## Arbeiten
- Stadtsteinach: Kanzel der Pfarrkirche St. Michael